# Az ókori perzsák földrajzi felfedezései

A Hérodotosz által ismert világ. Hérodotosz a görög-perzsa háborúkról szóló Történelem című művében beszámolt az Óperzsa Birodalom kialakulásáról, ismertette annak népeit és földrajzi helyzetét.

Az ókori perzsák földrajzi felfedezéseinek kezdete II. Kürosz királyhoz köthető, aki az i. e. 6. század közepén meghódította az Örmény-fennsíkon, Kis-Ázsiában és Mezopotámiában élő népeket, majd hozzálátott, hogy leigázza az Iráni-fennsík északi részén élő nomád állattenyésztő törzseket. Valószínűsíthető hogy ekkor már, ha hallomásból is, de ismerték a Kaszpi-tengert, amit ők Hyrkánai-tengernek hívtak, de a hadjáratok során bővebb ismereteket szereztek róla.
Hérodotosz perzsa forrásokból kapott hírt a Kaszpi-tengerről, mint óriási tóról: „Különálló tenger, amely nem egyesül egyetlen más tengerrel sem. Ennek a tengernek a nyugati partjai mentén húzódik a Kaukázus, amely kiterjedésére nézve a legnagyobb és legmagasabb hegység. Keletre a hegytől végtelen messzeségben síkság terül el.” Hérodotosz leírását azonban egészen a 2. századig figyelmen kívül hagyták és a térképeken úgy jelölték, hogy a Kaszpi-tó vagy az Azovi-tengerrel, vagy a Fekete-tengerrel vagy az Északi Jeges-tengerrel áll összeköttetésben. A tótól keletre fekvő síkságokat szintén a perzsák fedezték fel hadjárataik során, amikor átvonultak a párthusok országán is, majd innen indulva átkeltek a Kopet-dag hegységen, ami mögött a Kara-kum sivatag található.
Felfedezéseik során nem lépték át a 40. szélességi fokot, de keleti irányban nagy távolságot tettek meg. Elérték a Hindukus-hegység északi oldalát és meghódították az Oxus (Amu-Darja) melletti területeket. Az is valószínű, hogy elfoglalták Horezm oázisait. Az egyik hadjáraton elérték a Kabul folyó völgyét is és valószínűleg a Pandzs folyót is. Kürosz halála azonban megakadályozta, hogy elérjék a Iaxartes (Szir-Darja) folyót is.
Kürosz után fia, II. Kambüszész meghódította Egyiptomot, majd I. Dareiosz alatt i. e. 521 és 486 között elérték az Indus jobb partját és behatoltak a Fergánai-medencébe. Északnyugaton megpróbálták meghódítani a Fekete-tenger melletti sztyeppéket, de vereséget szenvedtek. Nyugaton sikeresebbek voltak, elfoglalták a fekete-tengeri szorosokat és Trákiát, Egyiptomtól nyugatra pedig a Barka-félszigetet. I. Dareiosz két tengeri kutató-expedíciót is megszervezett. Az egyik Európa délkeleti partjai mentén hajózott a fekete-tengeri szorosoktól a Tarantói-öbölig, a másik egy Szkülax nevű ember vezetésével az Induson ereszkedett le és kijutott az Arab-tengerre, megkerülte Arábiát és 30 hónapig tartó útját a Szuezi-öbölnél fejezte be a Vörös-tengeren.